# Den tynde røde linje (roman)
 For alternative betydninger, se Den tynde røde linje. (Se også artikler, som begynder med Den tynde røde linje)
Den tynde røde linje er forfatteren James Jones fiktive fortælling om slaget om Guadalcanal under 2. verdenskrig, som han selv oplevede som soldat i den amerikanske 25. infanteridivision. Romanen er blevet filmatiseret flere gange, først i 1964 og senest af Terrence Malick i 1998.
Romanen blev udgivet i Danmark i 1963 under titlen Den blodrøde streg og blev udgivet i USA i 1962.
Som Jones' andre romaner om anden verdenskrig fokuserer historien på en række personer, og deres forskellige reaktioner på krigen. De centrale personer er ikke specielt sympatiske, men Jones formår effektivt at formidle den fremmedgørelse og rædsel der karakteriserede stillehavskrigen for den menige amerikanske infanterist.
I stedet for en konventionel militær eventyrhistorie, viser Jones et mere realistisk billede af krigen, hvor almindelige mennesker oplever en blanding af mord, frygt, homoseksualitet, skræk, hjælpeløshed, frustration, ondskab, rædsel og tomhed. Romanen viser, men dømmer ikke over, handlinger som de fleste læsere vil finde frastødende, så som at lemlæste et japansk lig for morskab, henrettelse af japanske fanger eller fjernelse af guldtænder fra lig. Disse forbrydelser vises som en naturlig reaktion på soldaternes omgivelser.
Romanens underliggende tema, som Malick fokuserede på i sin filmatisering, er at selvom soldater marcherer sammen som en del af en stor hær, og på trods af alle forsøg på at danne en veltrænet enhed af kamptropper, opleves krigen alligevel som en meget personlig og ensom ting, og hver soldat må alene udholde krigens rædsel.
De mest sympatiske personer i bogen er dybt kyniske, og de personer der virker til at være dygtige soldater vises som brutale og umenneskelige.